# Ageratum brachystephanum
Ageratum brachystephanum là một loài thực vật có hoa trong họ Cúc. Loài này được Regel mô tả khoa học đầu tiên năm 1854.